# Clubul Sportiv Universitatea Cluj 2014-2015 (pallavolo femminile)
Questa voce raccoglie le informazioni riguardanti il Clubul Sportiv Universitatea Cluj nelle competizioni ufficiali della stagione 2014-2015.

## Organigramma societario
Area direttiva
- Presidente: Sorin Grozav

Area tecnica
- Allenatore: Dănuţ Ciontoş

## Rosa
| N° | Nome               | Ruolo | Data di nascita  | Nazionalità sportiva |
| -- | ------------------ | ----- | ---------------- | -------------------- |
| 1  | Medeea Clăteşteanu | C     | 20 maggio 1992   | Romania              |
| 2  | Lorena-Livia Dancu | L     | 9 febbraio 1990  | Romania              |
| 4  | Monica Puianu      | C     | 16 febbraio 1994 | Romania              |
| 5  | Alexandra Bara     | S     | 11 gennaio 1994  | Romania              |
| 6  | Andreea Niţulescu  | P     | 10 aprile 1987   | Romania              |
| 7  | Rada Beudean       | P     | 8 aprile 1997    | Romania              |
| 8  | Raluca Bucur       | S     | 20 agosto 1985   | Romania              |
| 9  | Carmen Crişan      | C     | 14 luglio 1987   | Romania              |
| 10 | Antonela Dănăilă   | C     | 7 ottobre 1994   | Romania              |
| 11 | Alexandra Ciontoş  | S     | 14 gennaio 1987  | Romania              |
| 14 | Andreea Klein      | L     | 9 febbraio 1995  | Romania              |
| 15 | Alexandra Ariton   | S     | 2 febbraio 1989  | Romania              |